# دوف

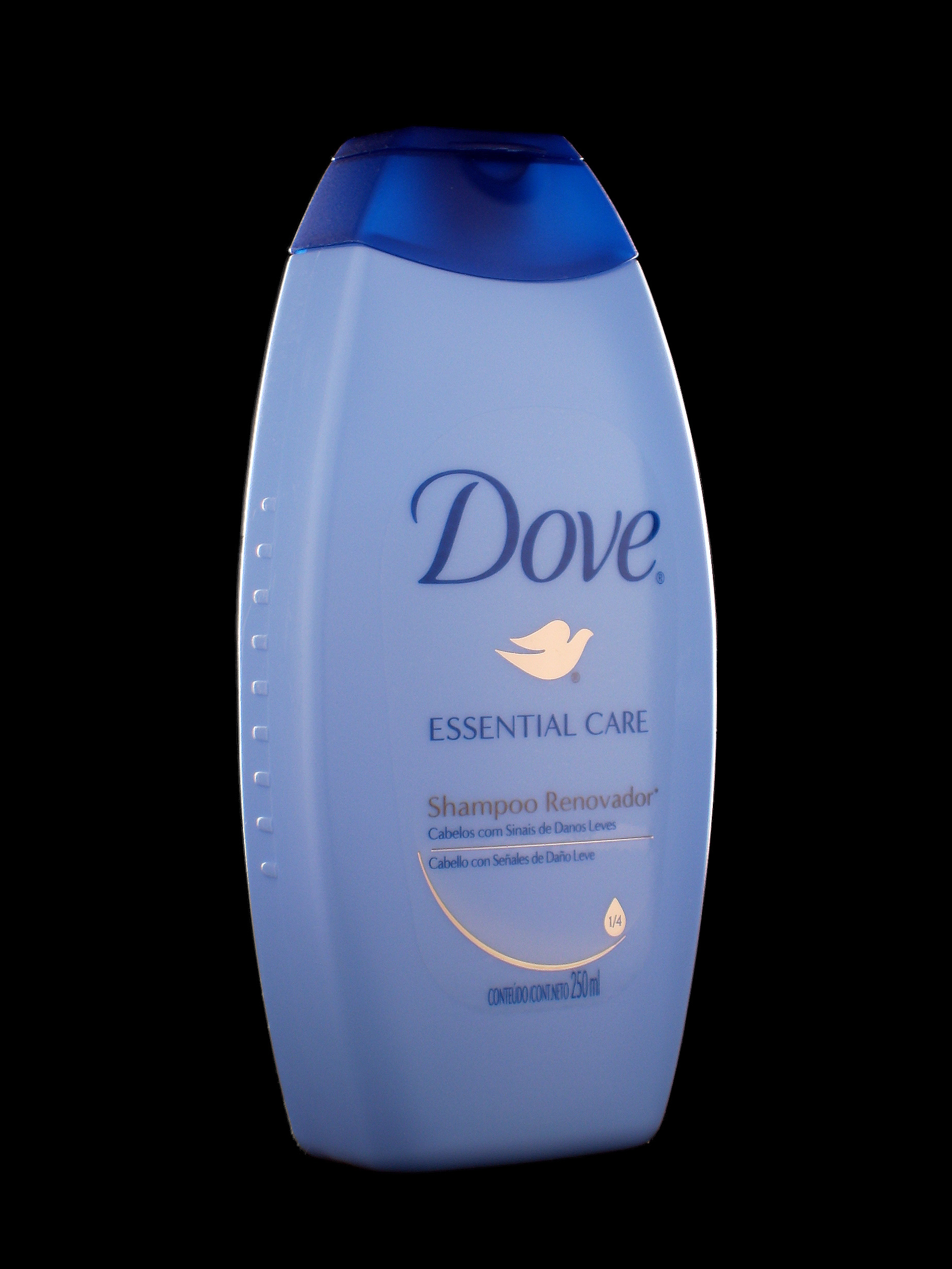
قارورة شامبون تظهر عليها علامة دوف

دوف (بالإنجليزية: Dove) هي علامة تجارية لمنتجات العناية الشخصية مملوكة لشركة ينيليفر وتأسست في المملكة المتحدة.